# Eclipse lunar de 24 de março de 1997
| Eclipse Lunar Parcial 24 de março de 1997 | Eclipse Lunar Parcial 24 de março de 1997 |
| --- | ----------------------------------------- |
| Máximo do eclipse - 4:45 UTC |                                           |
| A Lua cruza a extremidade norte do cone de sombra da Terra, de oeste para leste (da direita para a esquerda), com o disco lunar quase todo coberto pela sombra e avermelhado, sobrando apenas a extremidade norte do disco. |                                           |
| Gamma | +0,4899                                   |
| Saros (e membro) | 132 (29 de 71)                            |
| Sequência de eclipses lunares |                                           |
| Anterior | 27 de setembro de 1996                    |
| Próximo | 16 de setembro de 1997                    |
| Duração (hr:mn:sc) |                                           |
| Parcial | 3:23:03                                   |
| Penumbral | 5:53:54                                   |
| Fases e Horários do Eclipse (UTC) |                                           |
| P1 | 1:42:26                                   |
| U1 | 2:57:55                                   |
| Máximo | 4:39:26                                   |
| U4 | 6:20:58                                   |
| P4 | 7:36:21                                   |

O eclipse lunar de 24 de março de 1997 foi um eclipse parcial, o primeiro de dois eclipses do ano, e único como parcial. Teve magnitude umbral de 0,9195 e penumbral de 1,9994. Teve duração de 203 minutos.
A Lua cruzou o limite norte da sombra da Terra, em nodo ascendente, dentro da constelação de Virgem.
O cone de sombra da Terra cobriu praticamente todo o disco lunar (cerca de 93% da superfície), quase se caracterizando como um eclipse total. Desse modo, a Lua ficou mais escura e adquiriu tonalidade avermelhada, restando apenas uma fina camada brilhante na extremidade norte da superfície (parecido com a lua crescente), o qual estava na faixa de penumbra.

## Série Saros
Eclipse pertencente ao ciclo lunar Saros de série 132, sendo este de número 29, último como parcial da série, totalizando 71 eclipses. O último eclipse foi o eclipse parcial de 13 de março de 1979, e o próximo será com o eclipse total de 4 de abril de 2015, primeiro dos 12 eclipses totais (2015, 2033, 2051, 2069, 2087, 2105, 2123, 2141, 2159, 2177, 2195 e 2213).

## Visibilidade
Foi visível nas Américas, Atlântico, Europa, África, oeste do Oriente Médio e em quase todo o Pacífico.
| Região do planeta onde o eclipse foi visível durante o máximo do evento - 4:39 UTC. A região da fronteira entre a Venezuela e o Brasil (na Região Norte), América do Sul], obteve a melhor observação do meio do eclipse, de onde foi visível à meia-noite. |
| Mapa de visibilidade do eclipse |